# Jack Pearse
Jack Pearse (* 22. Februar 2002 in Adelaide) ist ein australischer Beachvolleyballspieler. 2024 wurde er Asienmeister.

## Karriere
Bei der U19 WM im Dezember 2021 in Phuket belegten Jack Pearse und Lucas Josefsen den geteilten neunten Rang. In der folgenden Woche wurden sie bei den Welttitelkämpfen der unter Einundzwanzigjährigen am gleichen Ort Siebzehnte. Der Ältere der beiden begann nach zwei nationalen Turnieren mit Solomon Bushby und nach einem fünften Platz beim Futures in Coolangatta mit James Takken eine längere Zusammenarbeit mit Joshua Howat. Mehr als eine weitere Viertelteilnahme beim gleichartigen Wettbewerb in Qidong und ein Endspiel bei der heimischen Beachtour sprang dabei jedoch nicht heraus. Ende des Jahres bildeten Paul Burnett und Pearse ein neues Beachduo und gewannen gleich das Futures in Geelong. 2024 standen sie bei gleichwertigen Veranstaltungen sowohl in Mollymook als auch in Coolangatta im Endspiel. Gemeinsam mit Izac Carracher und Mark Nicolaidis siegten sie beim AVC  Beach Volleyball Continental Cup Finale des gleichen Jahres und sicherten so ihrem Nationalverband einen weiteren Startplatz für die Olympischen Spiele in Paris.
Seitdem ist der in der Hauptstadt von South Australia geborene Sportler mit D'Artagnan Potts auf den Beachfeldern unterwegs. Nach einem fünften und einem zweiten Platz bei der asiatischen Beachserie gelang den beiden bei ihrem dritten gemeinsamen Event eine große Überraschung. Als Team Australien 3 gestartet ließen sie bei der Asienmeisterschaft das vermeintlich zweitbeste Team ihres Heimatlandes Thomas Hodges und Zachery Schubert, die am Ende Fünfte wurden, hinter sich und konnten im Endspiel auch nicht von den höher gesetzten Izac Carracher und Mark Nicolaidis gestoppt werden. Eine Woche später erkämpften sie ihre bis einschließlich Mitte August 2025 wertvollste Platzierung der internationalen Beachserie, als sie beim Challenge in Haikou sowohl die Poolphase als auch die erste Hauptrunde überstanden und so den geteilten siebten Platz belegten. Bestes Resultat in der ersten Jahreshälfte 2025 war die australische Vizemeisterschaft. Der Sieg bei den AVC Beach Tour Open in Pingtung kam im Juli dazu.